# Корбуши
Корбуши — деревня в Починковском районе Смоленской области России. Входит в состав Краснознаменского сельского поселения. По состоянию на 2007 год постоянного населения не имеет.
Расположена в центральной части области в 35 км к югу от Починка, в 4,5 км западнее автодороги А141 Орёл — Витебск, на берегу реки Крапивня. В 4,5 км восточнее деревни расположена железнодорожная станция Крапивенская на линии Смоленск — Рославль.

## История
В годы Великой Отечественной войны деревня была оккупирована гитлеровскими войсками в июле 1941 года, освобождена в сентябре 1943 года.